# Ropalidia saussurei
Ropalidia saussurei är en getingart som beskrevs av Kojima 1998. Ropalidia saussurei ingår i släktet Ropalidia och familjen getingar. Inga underarter finns listade i Catalogue of Life.